# Condado de Florence (Carolina do Sul)
O Condado de Florence é um dos 46 condados do Estado americano da Carolina do Sul. A sede do condado é Florence, e sua maior cidade é Florence. O condado possui uma área de 2 082 km² (dos quais 10 km² estão cobertos por água), uma população de 125 761 habitantes, e uma densidade populacional de 61 hab/km² (segundo o censo nacional de 2000). O condado foi fundado em 1888.